# Blutschin
Blutschin, auch als Salmerswiler/Salmannsweiler Blutschin bezeichnet, war ein Salzmaß und bedeutete Block bzw. Stück. Es war ein Begriff, der mit dem Kloster Reichsabtei Salem bei Überlingen am Bodensee eng verbunden war. Das Kloster hatte Anteile an den Salzburger Salinen und belieferte zum Beispiel das Tochterkloster Wettingen.
- 1 Blutschin = etwa 30 Zentner[1]

## Einzelnachweis
1. ↑  Quellen zur Schweizer Geschichte. Band 15, Teil 2, 1904,  S. 304.